# تشوي سون-هو
تشوي سون-هو (من مواليد 10 يناير 1962 في تشونغجو، تشنغتشيونغ الشمالية): لاعب كرة قدم محترف سابق ودرب منتخب كوريا الجنوبية لكرة القدم أيضا. وهو معروف بأنه واحد من اللاعبين البارزين في تاريخ كرة القدم الكورية.

## وصلات خارجية
- Choi Soon-ho – National Team Stats at KFA (بالكورية)
- تشوي سون-هو على موقع الاتحاد الدولي (مؤرشف)  (الإنجليزية)
- تشوي سون-هو على موقع دوري كوريا الجنوبية (الإنجليزية)
- تشوي سون-هو على موقع قاعدة بيانات كرة القدم.إي يو (الإنجليزية)
- تشوي سون-هو على موقع ناشيونال فوتبول تيمز (الإنجليزية)
- تشوي سون-هو على موقع أوليمبيديا (الإنجليزية)
- International Appearances & Goals